# ناحیه ادامز، شهرستان کاس، ایندیانا
ناحیه ادامز، بخش کاس، ایندیانا (به انگلیسی: Adams Township, Cass County, Indiana) در ایالات متحده آمریکا است که در ایندیانا واقع شده‌است.

## خصوصیات
ناحیه ادامز ۸۹۵ نفر جمعیت دارد و ۲۴۰ متر بالاتر از سطح دریا واقع شده‌است.